# Département de Cundinamarca
1821–1830
Entités précédentes :
- Vice-royauté de Nouvelle-Grenade

Entités suivantes :
- District du Centre (1824)
- Province de Bogota (1830)
- Province d'Antioquia (1830)
- Province de Mariquita (1830)
- Province de Neiva (1830)

Le département de Cundinamarca (departamento de Cundinamarca, en espagnol) est une subdivision administrative de la Grande Colombie créée en 1819. Il est situé dans la partie centrale du territoire de l'actuelle Colombie.

## Histoire
Le département de Cundinamarca est créé en 1819, juste après l'indépendance de la Nouvelle-Grenade. Le département couvre alors l'ensemble du territoire de la Colombie et du Panama actuels, ainsi que la côte des Mosquitos, aujourd'hui au Nicaragua.
En 1824, le Congrès adopte la Ley de División Territorial de la República de Colombia, qui réorganise le découpage politico-administratif du territoire de Grande Colombie. Le département de Cundinamarca est ramené à la seule partie centrale de la Nouvelle-Grenade.

Le département de Cundinamarca de 1819 à 1824.
Le département de Cundinamarca de 1824 à 1830.

## Géographie

### Divisions administratives
Selon la Ley de División Territorial de la República de Colombia du 25 juin 1824, le département de Cundinamarca est subdivisé en 4 provinces :
- Province de Bogota
- Province d'Antioquia
- Province de Mariquita
- Province de Neiva